# Budków (powiat opoczyński)
Budków – wieś w Polsce, położona w województwie łódzkim, w powiecie opoczyńskim, w gminie Żarnów.
Przez miejscowość przebiega droga krajowa nr 74.
Prywatna wieś szlachecka, położona była w drugiej połowie XVI wieku w powiecie opoczyńskim województwa sandomierskiego. W latach 1975–1998 miejscowość administracyjnie należała do województwa piotrkowskiego.
Wierni Kościoła rzymskokatolickiego należą do parafii św. Mikołaja w Żarnowie.

## Części wsi
| SIMC    | Nazwa   | Rodzaj     |
| ------- | ------- | ---------- |
| 0557636 | Odrowąż | przysiółek |
| 0557620 | Zalesie | część wsi  |

## Zabytki
Według rejestru zabytków Narodowego Instytutu Dziedzictwa na listę zabytków wpisany jest obiekt:
- park dworski, XIX w., nr rej.: 352 z 28.02.1985